# ソウルキャリバー
ソウルキャリバーは1998年にナムコ（現、バンダイナムコエンターテインメント）が開発した3D対戦型格闘ゲーム。1996年にリリースされた同種の格闘ゲームソウルエッジの続編にあたる。ソウルキャリバーII・ソウルキャリバーIIIなど一連のシリーズが発売されている。

## 概要
ソウルキャリバーは剣をはじめとした武器による対戦型格闘ゲームであり、アーケードゲームとして開発されたが各種家庭用ゲーム機にも移植されヒット作となった。本作ではキャラクターを方向キーと4つのボタンを組み合わせて操作し、ガード・ため技も実装されている。さらに8方向キーの入力でステージ上を画面奥方向、手前方向を含む8方向への任意の距離での自由な移動が可能であり、「8 WAY RUN」と名付けている。この移動によって相手の側面を取ることや攻撃の回避が可能となっている。
キャラクターのモーションは手作業で作られたものを主としつつも、モーションキャプチャを用いた動作も取り入れており、実物と見紛うような動きがつけられている。ただし企画や開発に携わった世取山宏秋はオープニングの演舞について、モーションキャプチャーを使った動きも一部に用いていると認めつつも、そうした動きも全て手作業で作り直しているとして、全て手作業で作ったものをモーションキャプチャーだと言われるのは心外であると述べている。例えばアイヴィーの蛇腹剣の動きは、自分で模型を振り回してモーションキャプチャーしたデータも取り入れつつ、開発チームが九節鞭の演舞を参考にして動きをつけたという。
本作ではアーケード版では初期キャラ10名+タイムリリースキャラ7名の17名、家庭用版では更に2名追加され19名のキャラクターを選択できるが、キャラクターの詳細についてはソウルキャリバーの登場人物を参照のこと。

## プロローグ
魔剣ソウルエッジをめぐる争奪戦はヘパイストス神の使徒ソフィーティアと、妖かし狩りを生業とする女忍者タキによってひとたび幕を閉じる。魔剣の所有者・海賊セルパンテスに最初に挑んだ者はソフィーティアだった。ソフィーティアは、セルパンテスの持つふた振りの魔剣の片方を折るが、魔剣の破片を浴びて深い外傷を負い、意識を失ってしまう。
彼女に最後の一撃が放たれようとした時、やはり魔剣を追うタキが港町を訪れた。タキは疾風のごとくセルパンテスに斬りかかる。魔剣の片方を失い、力を減じていたセルパンテスは僅差でタキに敗北。その死骸をスペインの港町にさらすこととなる。タキは魔剣の破片を入手し、傷ついた少女をその故郷まで送ったのち、自らも帰国の途につく。すべてはこのまま終わるはずだった。あの幼き剣士さえ港町を訪れなければ…。

## キャラクター

### ソウルエッジからのキャラクター
- 御剣平四郎
- タキ
- ソフィーティア・アレクサンドル
- ソン・ミナ
- ヴォルド
- ジークフリート
- ロック
- ファン
- セルバンテス・デ・レオン

### 新規キャラクター
- ナイトメア
- アスタロス
- アイヴィー
- リザードマン
- 吉光
- キリク
- シャンファ
- マキシ
- エッジマスター

### CPU専用キャラクター（使用不可）
- インフェルノ

## 移植
はじめに開発されたアーケード版ソウルキャリバーは1998年に稼働開始した。
1999年8月5日にはドリームキャスト版が発売された。アーケード版稼働の翌年に発売と移植期間が短かったにもかかわらず高い評価を受け、ファミ通のクロスレビューで40点満点を獲得している作品の一つである。日本国外でも販売され、総売り上げ本数は100万本を超えている。
Xbox 360版は2008年7月2日にドリームキャスト版以来約9年ぶりに移植された。レイティングはCERO：B（12才以上対象）。パッケージ販売ではなくXbox Live Arcadeにてダウンロード販売されている。アーケード・チームバトル・サバイバル・対戦バトルなど8種類のモードで遊ぶことができ、ゲームに関する資料を閲覧できるミュージアム機能もある。ドリームキャスト版をベースとして移植されているが、バンダイナムコゲームス公式サイトでは『全てのゲーム要素があらかじめアンロックされた状態でスタートいたします。』としている、1080p対応となっている、などの変更点もある。
アーケード版稼働から14年後の2012年1月19日にiOS版ソウルキャリバーのダウンロード販売がAppleのApp Storeで開始され。対応OSはiOS 4.3から7で、対応機種はiPhone（4以降）・iPod touch（第4世代以降）・iPad（2以降）。操作は画面上の「バーチャルパッド」でおこない「8 WAY RUN」も可能となっており、6種類のゲームモードとミュージアム機能を搭載している。配信後のアップデートによりバグの修正やBluetoothによる対戦モードなどが追加されている。
さらに15年後2013年11月21日にAndroid版がGoogle Playにて配信開始された。推奨OSはAndroid 2.3.3以上で、対人対戦を除く5種類のゲームモードとミュージアム機能を搭載している。